# 鄧太后 (黎覔)
鄧太后（?—?），五代十国爱州清莲县（今越南河南省青廉县宝泰村）人，是越南前黎朝开国皇帝黎桓的母亲，丈夫是黎覔。
鄧氏初懷孕时，夢到肚子中生蓮花，不久结果，取出来分给其他人，只有自己不吃，睡醒后，不知道这个梦的意义。后晋天福六年（941年）七月十五日生下黎桓。鄧氏对其他人说：「此兒長成，恐吾不及享其祿。」數年後鄧氏亡，不久，黎覔也去世。太平十一年（980年）黎桓即皇帝位，改元天福元年，追封黎覔為長興王，鄧氏為皇太后。